# Ханнелиус, Ян
Ян Ингвар Ханнелиус (фин. Jan Ingvar Hannelius, 7 декабря 1916, Оулу — 7 марта 2005) — финский шахматный композитор, международный мастер (1977) и международный арбитр (1957) по шахматной композиции. Президент Постоянной комиссии ФИДЕ по шахматной композиции (1974—1986). С 1932 опубликовал свыше 500 задач, преимущественно двух- и трёхходовки, также задачи на сказочные темы (См. «Сказочные шахматы»). Автор темы названной его именем (См. Ханнелиуса тема).